# Обсада на Берат (1455)
Вижте пояснителната страница за други значения на Обсада на Берат.
Обсадата на Берат през 1455 година започва след изненадващото предходно превземане на крепостта от османците през 1449 година, които правят набег от Аргирокастро и помитат оставения за защита гарнизон на лежката лига в състав от 500 войни. При превземането ѝ пада убит Теодор Музака.
Лежката лига започва обсадата с арагонска артилерия, с цел да си върне контрола над стратегическото укрепление. Скендербег изпраща авангард начело с Музака Топия. При вида на силната армия османците прилагат хитрост, като започват преговори за условията за предаване на крепостта. Междувременно Мехмед II изпраща 20-хилядна османска армия за подкрепа на обсадените, начело с опитния пълководец Иса бег Евренос, син на Евренос бей. При появата обсаждащите са изненадани и само Врана Конти успява да удържи позициите си. Близо 5000 войни губи лигата, в това число и 1000 души неаполитански контингент обучен за превземане на укрепления с артилерия. Загубата е жестока за лежката лига и след нея тя никога повече не възстановява силите си за офанзива.  Освен това на османска страна преминава Моисей Голем Комнин Арианит.